# Andrzej Gretka
Andrzej Gretka (ur. 4 marca 1972 w Tychach) – polski hokeista. 

## Kariera
- GKS Tychy / Tysovia Tychy (1990-1996)
- Podhale Nowy Targ (1996)
- STS Sanok (1996-1998)
- SMS Warszawa (1998-1999)
- KTH Krynica (1999-2000)
- Podhale Nowy Targ (2000-2001)
- GKS Tychy (2001-2007)
- Naprzód Janów (2007-2010)

Hokej trenował od 1974 w GKS Tychy. Był reprezentantem kadry Polski do lat 16. W barwach reprezentacji Polski do lat 18 uczestniczył w turniejach mistrzostw Europy juniorów w 1990. W barwach reprezentacji Polski do lat 20 uczestniczył w turniejach mistrzostw świata juniorów do lat 20 w 1991, 1992 (Grupa B). był także kadrowiczem seniorskiej reprezentacji Polski.
W macierzystym seniorskim zespole tyskim grał od 1990 do 1996. W 1996 był zawodnikiem Podhala Nowy Targ przez ok. pół roku, po czym przeszedł do STS Sanok, następnie ponownie był krótkotrwale w Podhalu i wrócił do zespołu sanockiego, w którym grał do 1998.
W trakcie kariery określany pseudonimem Any.

## Sukcesy
Klubowe
- Złoty medal mistrzostw Polski: 2005 z GKS Tychy
- Srebrny medal mistrzostw Polski: 2006, 2007 z GKS Tychy
- Brązowy medal mistrzostw Polski: 2000 z KTH Krynica, 2002, 2004 z GKS Tychy
- Puchar Polski: 2006 z GKS Tychy

Indywidualne
- Mistrzostwa Świata Juniorów w Hokeju na Lodzie 1991#Grupa B: najlepszy obrońca turnieju[5]